# Perevalsk
Perevalsk (en ucrainès: Перевальськ, en rus: Перевальск) és una ciutat minera de l'óblast de Luhansk a Ucraïna, situada actualment a zona ocupada República Popular de Luhansk de la Rússia. És el centre administratiu del raion de Perevalsk. Està situada a 41 quilòmetres al sud-oest de Luhansk. La seva població és de 25.941 habitants (2013).

## Història
Perevalsk va ser fundada el 1889: al principi va ser la ciutat minera de Selezniovski Roudnik (en rus Селезнёвский рудник). El 1938 va ser canviada de nom com Parkommuna (Паркоммуна) en memòria de la Comuna de París. El 1964 va rebre el seu nom actual i es va convertir en el centre administratiu del nou raion de Perevalski.

## Població
| 1989   | 2001   | 2005   | 2011   | 2013   |
| ------ | ------ | ------ | ------ | ------ |
| 31 989 | 29 665 | 27 832 | 26 132 | 25 941 |

## Economia
L'economia de Perevalsk es basa en l'extracció de carbó (mines d'Ucraïna, Perevalskaia, Luganskugol) i en la producció de materials per a la construcció.